# Yuika
Yuika（日语： Yuika，2005年1月12日—）是日本女性创作歌手。主要活跃在YouTube和TikTok上。
起初，她只是一位在TikTok上上传翻唱影片的用户，但2021 年，她在YouTube上发布了歌曲〈好きだから。〉，於是在日本、臺灣、香港 、俄罗斯和泰国的Spotify都獲得了排行榜冠軍，以“女高中生創作歌手”的身分受到矚目。

## 經歷
Yuika來自奈良縣。
2005年出生。截至2022年12月，身高为151.2公分。
从2020年起，她开始使用Twitter和TikTok，并上传了一段以吉他自彈自唱的影片。
2021年7月，代表作〈好きだから。〉在 YouTube 上發表。並開始在Spotify等排行榜上占据榜首，曾被男歌手天月翻唱。 YouTube頻道的觀看次數已超過 1 億次。
2021年10月3日，自創的第二首歌曲〈そばにいて。〉首播 。这首歌被用作濱邊美波主演的 TikTok 短片《夏、ふたり》的主题曲。
2024年1月12日，宣布與環球音樂有限公司簽約出道。
2025年1月12日於20歲生日宣佈露臉繼續歌手活動。

## 音樂作品
| 發行日期       | 曲名                             |
| -------------- | -------------------------------- |
| 2021年06月27日 | 好きだから。                     |
| 2021年10月03日 | そばにいて。                     |
| 2021年10月24日 | 好きだから。（feat.れん）        |
| 2022年3月27日  | 恋泥棒。                         |
| 2022年4月29日  | あのね。                         |
| 2022年5月29日  | 17さいのうた。                   |
| 2023年2月28日  | 序章。                           |
| 2023年3月19日  | 夕さりのカノン                   |
| 2023年10月27日 | 運命の人                         |
| 2023年11月24日 | スノードーム                     |
| 2024年2月6日   | 恋をしているみたいなの           |
| 2024年4月19日  | すないぱー。                     |
| 2024年6月1日   | 紺色に憧れて                     |
| 2024年10月9日  | 僕らしさ                         |
| 2024年12月6日  | クリスマスの日じゃなくていいから |
| 2025年1月8日   | ラストティーン                   |
| 2025年2月5日   | おくすり                         |
| 2025年4月30日  | 一途な女の子。                   |
| 2025年5月16日  | 好きだから。（Re-Recording）     |
| 2025年6月25日  | 花言葉は調べないで               |
| 2025年7月25日  | ゆうれいになりたい               |

## 人物
- 将坂口有望的〈月には内緒で〉列为“世界上最喜欢的歌曲”。

- 擅长模仿蝉的声音。

- 左右開弓。握铅笔或筷子时用右手，投球时用左手。

- 喜欢的漫画是綾瀨羽美（日语：綾瀬羽美）的《理想的男朋友》、星谷香織（日语：星谷かおり）的《たまのごほうび》和湯木のじん（日语：湯木のじん）的《普通的我們》。